# Световни серии (снукър)
Световните серии по снукър (на английски: World Series of Snooker) е поредица от турнири по снукър, създадена към WBPSA. Първото издание на този турнир е през 2008 г., състояща се от четири двудневни турнири (четвъртфиналите в събота, полуфинали и заключителни в неделя) в Джърси, Германия, Русия и Полша.
В този турнир участват 8 играча – четирима от водещите играчи и четирима поканени с уайлд картд! Точки се присъждат за достигане на най-малко на полуфиналите и на четирите най-успешните участници, достигнали крайния турнир в Портимао, Португалия. През май 2009 година се предвижда провеждането на Големия Финал на Световните Серии по Снукър в Портимао, Португалия. Четирима от професионалните играчи събрали най-много точки от четирите турнира дотогава ще получат правото да играят в Големия Финал. Крайният победител, получава € 70000 (около £ 56000) от наградния фонд.
За първи път ще се експериментират нови правила, които регламентират срещите от четвъртфиналите да се играят с 10 червени топки, а полуфиналите и финала с 15 червени топки!

## Световни серии през 2009 г.
| Дата                              | Място                  | Победител   | Финалист    | Резултат |
| --------------------------------- | ---------------------- | ----------- | ----------- | -------- |
| 21 юни- 22 юни 2008 г.            | , Сейнт Хелиър, Джърси | Джон Хигинс | Марк Селби  | 6 – 3    |
| 12 юли - 13 юли 2008 г.           | Берлин, Германия       | Греъм Дот   | Шон Мърфи   | 6 – 1    |
| 25 юли - 26 юли 2008 г.           | Варшава, Полша         | Дин Джънхуй | Кен Дохърти | 6 – 4    |
| 22 ноември - 23 ноември2008 г.    | Москва, Русия          | Джон Хигинс | Дин Джънхуй | 5 – 1    |
| 8 май - 10 май 2009 г.            | Портимао, Португалия   | Шон Мърфи   | Джон Хигинс | 6 – 2    |
| 16 май - 17 май 2009 г.           | Киларни, Ирландия      | Шон Мърфи   | Джими Уайт  | 5 – 1    |
| 17 октомври - 19 октомври 2009 г. | Прага, Чехия           | Джими Уайт  | Греъм Дот   | 5 – 3    |